# Рыхальское
Рыха́льское (укр. Рихальське) — село на Украине, находится в Емильчинском районе Житомирской области.
Код КОАТУУ — 1821785001. Население по переписи 2001 года составляет 1375 человек. Почтовый индекс — 11246. Телефонный код — 4149. Занимает площадь 2,14 км². Орган местного самоуправления — Рыхальский сельсовет.
Имеются маслозавод, животноводческая ферма. С нескольких сторон село окружено Полесскими лесами; там находится много участков заболоченной местности.
В 1-м километре села находится ж/д станция Рыхальская (ветка Новоград-Волынский — Коростень, Юго-Западная железная дорога).

## Адрес местного совета
11246, Житомирская обл., Емильчинский р-н, с.Рыхальское, ул. Соборная, 8; тел. 7-32-47